# Che cosa vedi
Che cosa vedi è il quarto album dei Marlene Kuntz, pubblicato nel 2000.

## Il disco
Questo quarto album della band è il primo a non essere prodotto da Marco Lega: è una coproduzione tra i Marlene Kuntz e Gianni Maroccolo.
Le registrazioni partono a luglio 2000 e finiscono in un mese.
Viene pubblicato il 13 ottobre 2000, e contiene una collaborazione con Skin (voce degli Skunk Anansie) nel brano La canzone che scrivo per te, che canta assieme a Godano e che è coautrice del testo.
Le vendite dell'album superano le cinquantamila copie, ottenendo così il disco d'oro.
Nel gennaio 2001 parte il tour, che finisce a ottobre.

## Stile
Come per i precedenti album, si tratta di un connubio tra il noise e la melodia. La cura dei dettagli, su tutto le tastiere suonate da Gianfranco Fornaciari, è rimasta la stessa, ma l'approccio compositivo rispetto ai precedenti album, è notevolmente diverso. La melodia la fa da padrone anche dietro le chitarre aggressive, e avvicina la band a un percorso decisamente voltato al pop.

## Tracce
1. Cara è la fine – 5:20
2. Serrande alzate – 4:03
3. Canzone di oggi – 3:04
4. L'abbraccio – 6:04
5. La canzone che scrivo per te (feat. Skin) – 4:08
6. Due sogni – 4:38
7. Chi mi credo d'essere? – 3:41
8. Primo maggio – 4:17
9. La mia promessa – 4:41
10. Malinconica – 4:45
11. Quasi 2001 – 4:32
12. E poi il buio – 5:02
13. Grazie – 6:02

## Formazione
- Cristiano Godano - voce e chitarra
- Riccardo Tesio - chitarra
- Dan Solo - basso
- Luca Bergia - batteria

### Altri musicisti
- Gianfranco Fornaciari - tastiere
- Skin - voce in La canzone che scrivo per te

## Classifiche
| Classifica (2000) | Posizione massima |
| ----------------- | ----------------- |
| Italia            | 9                 |